# فرودگاه جنوب‌شهر کیکاپو
فرودگاه جنوب‌شهر کیکاپو (به انگلیسی: Kickapoo Downtown Airport) یک فرودگاه همگانی بهره‌برداری هوایی با کد یاتا KIP است که یک باند فرود بتن دارد و طول باند آن ۱۳۵۶ متر است. این فرودگاه در شهر ویچیتا فالز، تگزاس کشور ایالات متحده آمریکا قرار دارد و در ارتفاع ۳۰۶ متری از سطح دریا واقع شده است.